# Augustówd (Opoczno)
Augustów [pronunciación en polaco: /auˈɡustuf/] es un pueblo ubicado en el distrito administrativo de Gmina Drzewica, dentro del distrito de Opoczno, Voivodato de Łódź, en Polonia central. Se encuentra aproximadamente a 15 kilómetros al noreste de Opoczno y a 79 kilómetros al sureste de la capital regional Lodz.